# Löbauer Viadukt
Der Löbauer Viadukt ist eine Eisenbahnbrücke über das Löbauer Wasser in Löbau in der Oberlausitz. Der 190 Meter lange Viadukt überführt mit neun Bögen in 28,6 Metern Höhe die zweigleisige Bahnstrecke Görlitz–Dresden.
Der Viadukt liegt nördlich der Löbauer Altstadt an der Bahnhofseinfahrt des Bahnhofs Löbau (Sachs) aus Richtung Görlitz.

## Geschichte
Die Bauarbeiten für die Bahnstrecke Görlitz–Dresden begannen im Mai 1844 in der Nähe von Dresden und erreichten Löbau bereits im Dezember 1846. Auch die Bauarbeiten östlich von Löbau schritten voran, so dass am 29. April 1847 die erste Probefahrt über die sächsisch-preußische Grenze hinweg bis nach Reichenbach stattfinden konnte. Dabei überquerte der Probezug auch den 190 Meter langen Viadukt über das Löbauer Wasser hinweg, der die Strecke an der östlichen Ausfahrt in 28,6 Metern Höhe und mit neun Bögen über das Tal hinwegführt. Der planmäßige Zugverkehr wurde offiziell jedoch erst am 1. Juli aufgenommen. Am 1. September 1847 wurde die Bahnstrecke auf ihrer gesamten Länge bis nach Görlitz eröffnet und ermöglichte dort den Umstieg bzw. die Umladung von Gütern auf die Züge der NME.

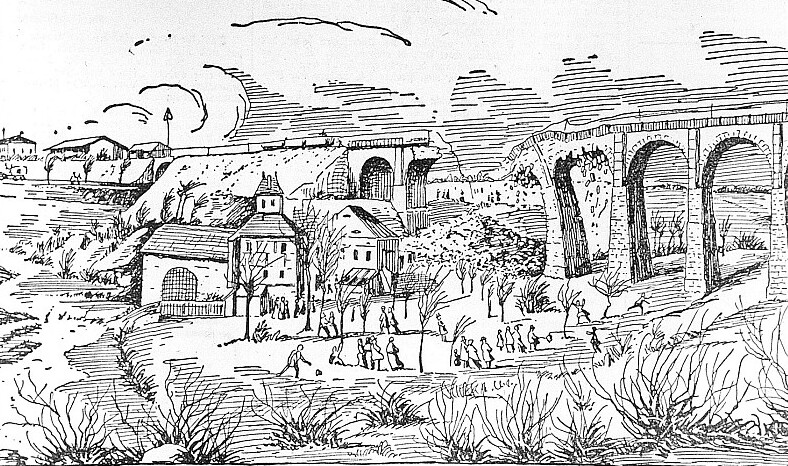
Ehemalige Wetschkemühle neben der eingestürzten Eisenbahnbrücke, 1855

Vor Weihnachten 1854 bemerkte der Müller der Wetzschkemühle unterhalb des Löbauer Viaduktes erstmals einen Riss am zweiten Brückenpfeiler, der sich während der Weihnachtsfeiertage vergrößerte. Er zeigte den Riss beim Löbauer Betriebsingenieur Bahr an, der über den Riss ein Blatt Papier klebte und in den Riss einen Keil schlug, um durch diese beiden Hilfsmittel den Rissfortschritt zu beobachten. Der Riss breitete sich so schnell aus, dass man sich kurz darauf entschloss, den Pfeiler mit Holz abzustützen. Zusätzlich überwachte ein Posten rund um die Uhr den Riss. In der Silvesternacht wurden die Bewohner der Wetzschkemühle geweckt und evakuiert, da der Einsturz des Viaduktes drohte. Um 9:30 Uhr des Neujahrstages brach der zweite Pfeiler in sich zusammen und riss den dritten Pfeiler mit sich in die Tiefe, der wiederum den vierten Pfeiler so stark beschädigte, dass dieser gesprengt werden musste. Bei der Sprengung des vierten Pfeilers knickte der fünfte mit nach und auch der sechste Pfeiler musste gesprengt werden, der bei der Sprengung den siebten mit sich riss. Von den einst acht Pfeilern lagen sechs im Tal des Löbauer Wassers.
Bisher ging man davon aus, dass die Bahnverwaltung in Wendisch-Cunnersdorf östlich von Löbau einen Interimsbahnhof und Schienenersatzverkehr mit Pferdekutschen bis zum Bahnhof Löbau einrichtete. Belegt ist jedoch Wendisch-Paulsdorf, wie aus dem ab 11. Januar 1855 geltenden Fahrplan hervorgeht. Der Baumeister des eingestürzten Viaduktes nahm sich das Leben, obwohl die Garantiefrist für das Bauwerk bereits abgelaufen war.
Um den Güterverkehr so schnell wie möglich wieder auf der Schiene befördern zu können, wurde das Wiederaufbaugerüst so konstruiert, dass oben ein Gleis aufgelegt werden konnte, welches einer Belastung von 18 t widerstand. Damit war gewährleistet, ab dem 9. Juli 1855 einzelne Güterwagen ohne Lokomotive über die Baustelle zu befördern. Der Straßentransport konnte anschließend wieder eingestellt werden.
Die Einweihung des Viaduktneubaus unter Leitung des Regierungsbaurates Hötasch fand nicht am 28. August 1856, wie bisher angenommen, statt, sondern am 24. Oktober 1855. Ab diesem Tag verkehrten alle Züge wieder durchgehend. Der Viaduktneubau sollte knappe 90 Jahre bestehen. Am letzten Kriegstag des Zweiten Weltkrieges – dem 7. Mai 1945 – fiel er den Sprengkommandos der Wehrmacht zum Opfer.

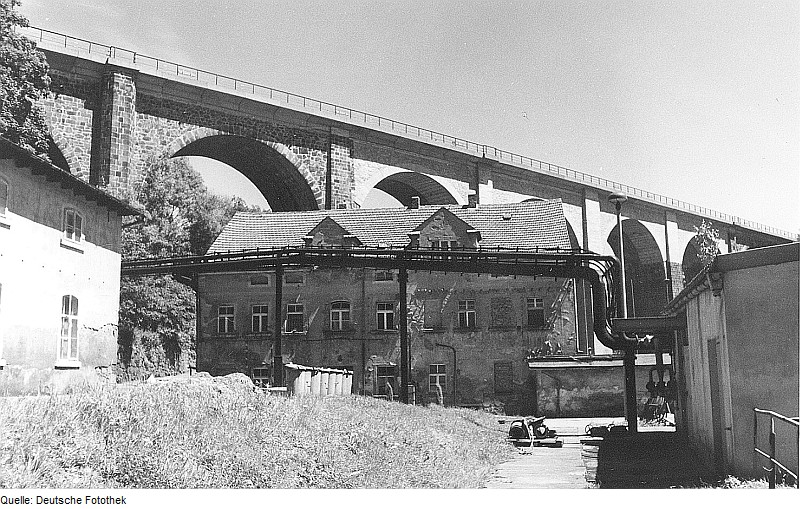
Blick auf das Viadukt und die ehemalige Wetschkemühle

An der Bahnstrecke Görlitz–Dresden wurde am östlichen Brückenkopf des zerstörten Viadukt der behelfsmäßige Haltepunkt Löbau Ost eingerichtet. Nach der provisorischen Instandsetzung zahlreicher Brücken zwischen Löbau und Görlitz konnte ab dem 6. August 1945 der Pendelverkehr zwischen beiden Oberlausitzer Städten wieder aufgenommen werden. Der Fahrplan sah einen Fußweg von zwei Kilometern vor. Im November 1945 konnten wieder Züge über den provisorisch instandgesetzten Viadukt verkehren. Nachdem der Löbauer und Bautzener Viadukt wieder provisorisch befahrbar waren, verkehrte am 10. November 1945 der erste Personenzug von Görlitz bis Dresden-Neustadt.
Das Brückenprovisorium blieb bis 1984 bestehen, da die Baukapazitäten zuvor nicht ausreichten. Die vier neu aufgebauten Bögen unterscheiden sich deutlich in ihrer Farbgebung. Im Jahr 1985 wurde auch das zweite Gleis von der Ostausfahrt aus dem Bahnhof Löbau über den Viadukt und weiter bis nach Zoblitz wieder verlegt. Es war nach dem Krieg den Reparationsforderungen der Sowjetunion zum Opfer gefallen.

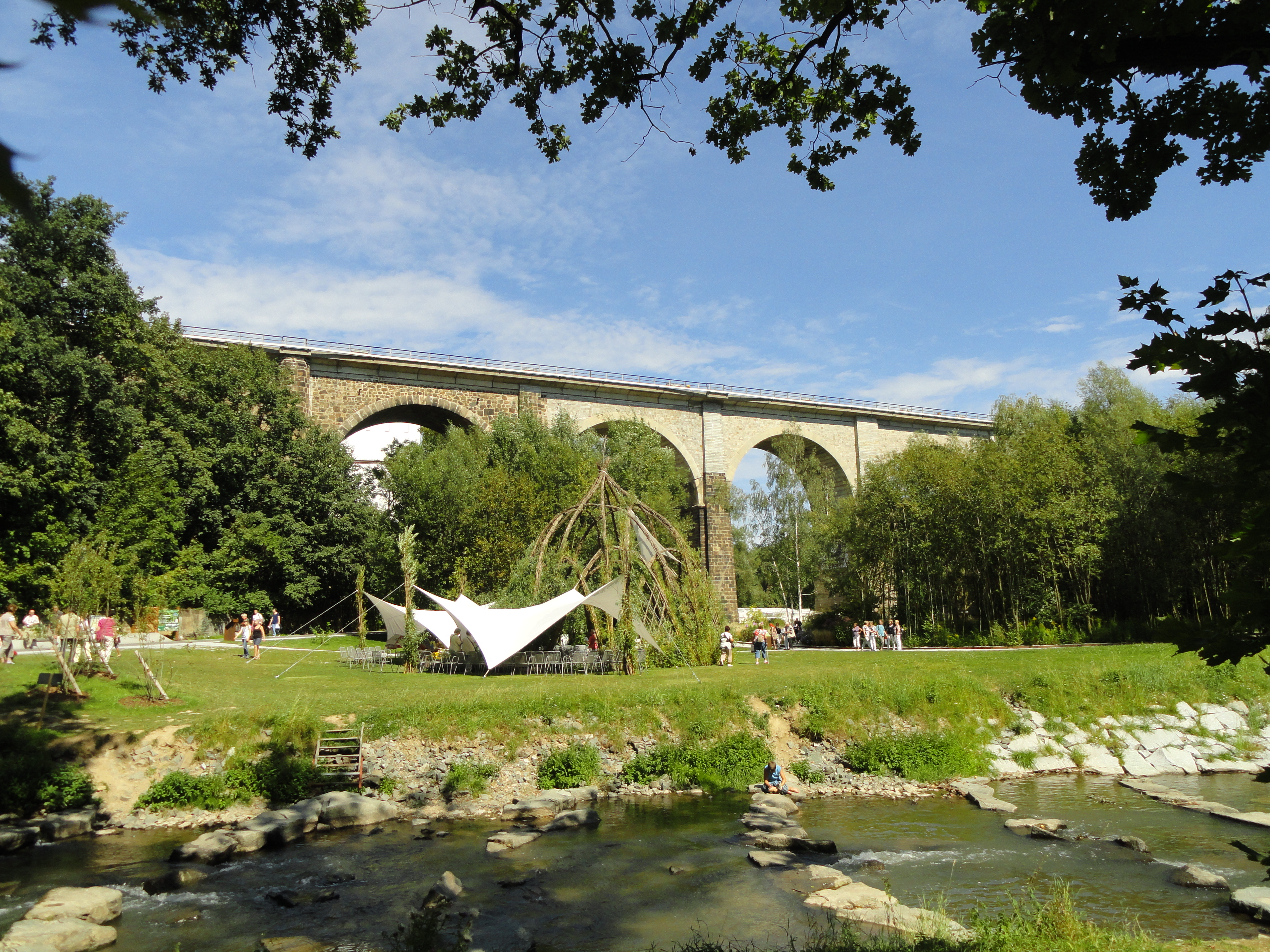
Viadukt und Ausstellungsgelände der sächsischen Landesgartenschau 2012

An ihm wurden in den 1990er Jahren mehrere Dohlennistkästen vom Naturschutzbund Löbau angebracht. Während der sächsischen Landesgartenschau 2012 in Löbau befand der Viadukt sich im Gartenschaugelände.